# Ballantyne Strait
Ballantyne Strait är ett sund i Kanada.   Det ligger i territoriet Northwest Territories, i den norra delen av landet, 4 000 km nordväst om huvudstaden Ottawa.